# Medaglie femminili dei Campionati europei di nuoto in vasca corta
In questa pagina sono elencate tutte le medaglie femminili dei campionati europei di nuoto in vasca corta, organizzati dalla LEN, a partire da Gelsenkirchen 1991 fino a Kazan 2021.

## Stile libero

### 50 metri
| Edizione           | Oro                                    | Argento                                                    | Bronzo                                 |
| ------------------ | -------------------------------------- | ---------------------------------------------------------- | -------------------------------------- |
| Gelsenkirchen 1991 | Simone Osygus ( Germania)              | Daniela Hunger ( Germania)                                 | Louise Karlsson ( Svezia)              |
| Espoo 1992         | Franziska van Almsick ( Germania)      | Simone Osygus ( Germania)                                  | Annette Hadding ( Germania)            |
| Gateshead 1993     | Sandra Völker ( Germania)              | Linda Olofsson ( Svezia)                                   | Annette Hadding ( Germania)            |
| Stavanger 1994     | Sandra Völker ( Germania)              | Angela Postma ( Paesi Bassi)                               | Sue Rolph ( Gran Bretagna)             |
| Rostock 1996       | Sandra Völker ( Germania)              | Sue Rolph ( Gran Bretagna)                                 | Vibeke Johansen ( Norvegia)            |
| Sheffield 1998     | Inge de Bruijn ( Paesi Bassi)          | Katrin Meißner ( Germania)                                 | Sue Rolph ( Gran Bretagna)             |
| Lisbona 1999       | Therese Alshammar ( Svezia)            | Anna-Karin Kammerling ( Svezia) Sue Rolph ( Gran Bretagna) |                                        |
| Valencia 2000      | Therese Alshammar ( Svezia)            | Alison Sheppard ( Gran Bretagna)                           | Anna-Karin Kammerling ( Svezia)        |
| Anversa 2001       | Inge de Bruijn ( Paesi Bassi)          | Therese Alshammar ( Svezia)                                | Johanna Sjöberg ( Svezia)              |
| Riesa 2002         | Alison Sheppard ( Gran Bretagna)       | Aljaksandra Herasimenja ( Bielorussia)                     | Anna-Karin Kammerling ( Svezia)        |
| Dublino 2003       | Marleen Veldhuis ( Paesi Bassi)        | Alison Sheppard ( Gran Bretagna)                           | Malia Metella ( Francia)               |
| Vienna 2004        | Marleen Veldhuis ( Paesi Bassi)        | Anna-Karin Kammerling ( Svezia)                            | Hinkelien Schreuder ( Paesi Bassi)     |
| Trieste 2005       | Marleen Veldhuis ( Paesi Bassi)        | Cristina Chiuso ( Italia)                                  | Anna-Karin Kammerling ( Svezia)        |
| Helsinki 2006      | Marleen Veldhuis ( Paesi Bassi)        | Therese Alshammar ( Svezia)                                | Hanna-Maria Seppälä ( Finlandia)       |
| Debrecen 2007      | Marleen Veldhuis ( Paesi Bassi)        | Britta Steffen ( Germania)                                 | Hinkelien Schreuder ( Paesi Bassi)     |
| Fiume 2008         | Marleen Veldhuis ( Paesi Bassi)        | Hinkelien Schreuder ( Paesi Bassi)                         | Jeanette Ottesen ( Danimarca)          |
| Istanbul 2009      | Hinkelien Schreuder ( Paesi Bassi)     | Ranomi Kromowidjojo ( Paesi Bassi)                         | Dorothea Brandt ( Germania)            |
| Eindhoven 2010     | Ranomi Kromowidjojo ( Paesi Bassi)     | Hinkelien Schreuder ( Paesi Bassi)                         | Britta Steffen ( Germania)             |
| Stettino 2011      | Britta Steffen ( Germania)             | Jeanette Ottesen ( Danimarca)                              | Triin Aljand ( Estonia)                |
| Chartres 2012      | Aljaksandra Herasimenja ( Bielorussia) | Triin Aljand ( Estonia)                                    | Jeanette Ottesen ( Danimarca)          |
| Herning 2013       | Ranomi Kromowidjojo ( Paesi Bassi)     | Sarah Sjöström ( Svezia)                                   | Aljaksandra Herasimenja ( Bielorussia) |
| Netanya 2015       | Ranomi Kromowidjojo ( Paesi Bassi)     | Sarah Sjöström ( Svezia)                                   | Jeanette Ottesen ( Danimarca)          |
| Copenaghen 2017    | Sarah Sjöström ( Svezia)               | Ranomi Kromowidjojo ( Paesi Bassi)                         | Pernille Blume ( Danimarca)            |
| Glasgow 2019       | Marija Kameneva ( Russia)              | Mélanie Henique ( Francia)                                 | Pernille Blume ( Danimarca)            |
| Kazan 2021         | Sarah Sjöström ( Svezia)               | Katarzyna Wasick ( Polonia)                                | Marija Kameneva ( Russia)              |

- Atleta più premiata: Marleen Veldhuis ( Paesi Bassi)
- Nazione più medagliata:  Paesi Bassi 12  5  2

### 100 metri
| Edizione        | Oro                                                            | Argento                            | Bronzo                                 |
| --------------- | -------------------------------------------------------------- | ---------------------------------- | -------------------------------------- |
| Rostock 1996    | Sandra Völker ( Germania)                                      | Sue Rolph ( Gran Bretagna)         | Martina Moravcová ( Slovacchia)        |
| Sheffield 1998  | Sue Rolph ( Gran Bretagna)                                     | Martina Moravcová ( Slovacchia)    | Louise Jöhncke ( Svezia)               |
| Lisbona 1999    | Therese Alshammar ( Svezia)                                    | Sue Rolph ( Gran Bretagna)         | Sandra Völker ( Germania)              |
| Valencia 2000   | Therese Alshammar ( Svezia)                                    | Johanna Sjöberg ( Svezia)          | Martina Moravcová ( Slovacchia)        |
| Anversa 2001    | Inge de Bruijn ( Paesi Bassi)                                  | Martina Moravcová ( Slovacchia)    | Johanna Sjöberg ( Svezia)              |
| Riesa 2002      | Alena Popchanka ( Bielorussia) Martina Moravcová ( Slovacchia) |                                    | Petra Dallmann ( Germania)             |
| Dublino 2003    | Malia Metella ( Francia)                                       | Marleen Veldhuis ( Paesi Bassi)    | Hanna-Maria Seppälä ( Finlandia)       |
| Vienna 2004     | Malia Metella ( Francia)                                       | Marleen Veldhuis ( Paesi Bassi)    | Josefin Lillhage ( Svezia)             |
| Trieste 2005    | Marleen Veldhuis ( Paesi Bassi)                                | Hanna-Maria Seppälä ( Finlandia)   | Josefin Lillhage ( Svezia)             |
| Helsinki 2006   | Marleen Veldhuis ( Paesi Bassi)                                | Alena Popchanka ( Francia)         | Josefin Lillhage ( Svezia)             |
| Debrecen 2007   | Britta Steffen ( Germania)                                     | Marleen Veldhuis ( Paesi Bassi)    | Josefin Lillhage ( Svezia)             |
| Fiume 2008      | Marleen Veldhuis ( Paesi Bassi)                                | Jeanette Ottesen ( Danimarca)      | Ranomi Kromowidjojo ( Paesi Bassi)     |
| Istanbul 2009   | Inge Dekker ( Paesi Bassi)                                     | Ranomi Kromowidjojo ( Paesi Bassi) | Jeanette Ottesen ( Danimarca)          |
| Eindhoven 2010  | Ranomi Kromowidjojo ( Paesi Bassi)                             | Femke Heemskerk ( Paesi Bassi)     | Britta Steffen ( Germania)             |
| Stettino 2011   | Britta Steffen ( Germania)                                     | Jeanette Ottesen ( Danimarca)      | Amy Smith ( Gran Bretagna)             |
| Chartres 2012   | Veronika Popova ( Russia)                                      | Jeanette Ottesen ( Danimarca)      | Charlotte Bonnet ( Francia)            |
| Herning 2013    | Ranomi Kromowidjojo ( Paesi Bassi)                             | Sarah Sjöström ( Svezia)           | Aljaksandra Herasimenja ( Bielorussia) |
| Netanya 2015    | Sarah Sjöström ( Svezia)                                       | Ranomi Kromowidjojo ( Paesi Bassi) | Veronika Popova ( Russia)              |
| Copenaghen 2017 | Ranomi Kromowidjojo ( Paesi Bassi)                             | Sarah Sjöström ( Svezia)           | Pernille Blume ( Danimarca)            |
| Glasgow 2019    | Freya Anderson ( Gran Bretagna)                                | Béryl Gastaldello ( Francia)       | Femke Heemskerk ( Paesi Bassi)         |
| Kazan 2021      | Sarah Sjöström ( Svezia)                                       | Katarzyna Wasick ( Polonia)        | Marrit Steenbergen ( Paesi Bassi       |

- Atleta più premiata: Marleen Veldhuis ( Paesi Bassi)
- Nazione più medagliata:  Paesi Bassi 8  6  2

### 200 metri
| Edizione        | Oro                                                      | Argento                           | Bronzo                              |
| --------------- | -------------------------------------------------------- | --------------------------------- | ----------------------------------- |
| Rostock 1996    | Martina Moravcová ( Slovacchia)                          | Antje Buschschulte ( Germania)    | Carla Geurts ( Paesi Bassi)         |
| Sheffield 1998  | Martina Moravcová ( Slovacchia)                          | Franziska van Almsick ( Germania) | Louise Jöhncke ( Svezia)            |
| Lisbona 1999    | Martina Moravcová ( Slovacchia)                          | Josefin Lillhage ( Svezia)        | Natalya Baranovskaya ( Bielorussia) |
| Valencia 2000   | Martina Moravcová ( Slovacchia)                          | Karen Pickering ( Gran Bretagna)  | Karen Legg ( Gran Bretagna)         |
| Anversa 2001    | Martina Moravcová ( Slovacchia)                          | Solenne Figuès ( Francia)         | Alessa Ries ( Germania)             |
| Riesa 2002      | Alena Popchanka ( Bielorussia)                           | Solenne Figuès ( Francia)         | Josefin Lillhage ( Svezia)          |
| Dublino 2003    | Melanie Marshall ( Gran Bretagna)                        | Josefin Lillhage ( Svezia)        | Alena Popchanka ( Bielorussia)      |
| Vienna 2004     | Josefin Lillhage ( Svezia)                               | Melanie Marshall ( Gran Bretagna) | Petra Dallmann ( Germania)          |
| Trieste 2005    | Josefin Lillhage ( Svezia) Federica Pellegrini ( Italia) |                                   | Paulina Barzycka ( Polonia)         |
| Helsinki 2006   | Alena Popchanka ( Francia)                               | Otylia Jędrzejczak ( Polonia)     | Josefin Lillhage ( Svezia)          |
| Debrecen 2007   | Josefin Lillhage ( Svezia)                               | Laure Manaudou ( Francia)         | Coralie Balmy ( Francia)            |
| Fiume 2008      | Federica Pellegrini ( Italia)                            | Femke Heemskerk ( Paesi Bassi)    | Daria Belyakina ( Russia)           |
| Istanbul 2009   | Federica Pellegrini ( Italia)                            | Evelyn Verrasztó ( Ungheria)      | Femke Heemskerk ( Paesi Bassi)      |
| Eindhoven 2010  | Femke Heemskerk ( Paesi Bassi)                           | Silke Lippok ( Germania)          | Evelyn Verrasztó ( Ungheria)        |
| Stettino 2011   | Silke Lippok ( Germania)                                 | Melanie Costa ( Spagna)           | Evelyn Verrasztó ( Ungheria)        |
| Chartres 2012   | Camille Muffat ( Francia)                                | Charlotte Bonnet ( Francia)       | Veronika Popova ( Russia)           |
| Herning 2013    | Federica Pellegrini ( Italia)                            | Charlotte Bonnet ( Francia)       | Veronika Popova ( Russia)           |
| Netanya 2015    | Federica Pellegrini ( Italia)                            | Veronika Popova ( Russia)         | Femke Heemskerk ( Paesi Bassi)      |
| Copenaghen 2017 | Charlotte Bonnet ( Francia)                              | Femke Heemskerk ( Paesi Bassi)    | Veronika Andrusenko ( Russia)       |
| Glasgow 2019    | Freya Anderson ( Gran Bretagna)                          | Federica Pellegrini ( Italia)     | Femke Heemskerk ( Paesi Bassi)      |
| Kazan 2021      | Marrit Steenbergen ( Paesi Bassi)                        | Barbora Seemanová ( Rep. Ceca)    | Katja Fain ( Slovenia)              |

- Atleta più premiata: Federica Pellegrini ( Italia)
- Nazione più medagliata:  Italia 5  1  0

### 400 metri
| Edizione        | Oro                               | Argento                             | Bronzo                                              |
| --------------- | --------------------------------- | ----------------------------------- | --------------------------------------------------- |
| Rostock 1996    | Kristina Kynerová ( Rep. Ceca)    | Carla Geurts ( Paesi Bassi)         | Chantal Strasser ( Svizzera)                        |
| Sheffield 1998  | Carla Geurts ( Paesi Bassi)       | Vicki Horner ( Gran Bretagna)       | Karen Legg ( Gran Bretagna)                         |
| Lisbona 1999    | Yana Klochkova ( Ucraina)         | Natalya Baranovskaya ( Bielorussia) | Silvia Szalai ( Germania)                           |
| Valencia 2000   | Irina Oufimtseva ( Russia)        | Jana Pechanová ( Rep. Ceca)         | Rebecca Cooke ( Gran Bretagna)                      |
| Anversa 2001    | Anja Čarman ( Slovenia)           | Yana Klochkova ( Ucraina)           | Irina Ufimtseva ( Russia)                           |
| Riesa 2002      | Éva Risztov ( Ungheria)           | Yana Klochkova ( Ucraina)           | Hannah Stockbauer ( Germania)                       |
| Dublino 2003    | Joanne Jackson ( Gran Bretagna)   | Rebecca Cooke ( Gran Bretagna)      | Melissa Caballero ( Spagna) Regina Stytch ( Russia) |
| Vienna 2004     | Keri-Anne Payne ( Gran Bretagna)  | Daria Parchina ( Russia)            | Erika Villaécija ( Spagna)                          |
| Trieste 2005    | Laure Manaudou ( Francia)         | Joanne Jackson ( Gran Bretagna)     | Federica Pellegrini ( Italia)                       |
| Helsinki 2006   | Laure Manaudou ( Francia)         | Federica Pellegrini ( Italia)       | Joanne Jackson ( Gran Bretagna)                     |
| Debrecen 2007   | Laure Manaudou ( Francia)         | Federica Pellegrini ( Italia)       | Ágnes Mutina ( Ungheria)                            |
| Fiume 2008      | Coralie Balmy ( Francia)          | Camille Muffat ( Francia)           | Alessia Filippi ( Italia)                           |
| Istanbul 2009   | Coralie Balmy ( Francia)          | Lotte Friis ( Danimarca)            | Ophélie-Cyrielle Étienne ( Francia)                 |
| Eindhoven 2010  | Ágnes Mutina ( Ungheria)          | Melanie Costa ( Spagna)             | Grainne Murphy ( Irlanda)                           |
| Stettino 2011   | Mireia Belmonte ( Spagna)         | Lotte Friis ( Danimarca)            | Melanie Costa ( Spagna)                             |
| Chartres 2012   | Camille Muffat ( Francia)         | Lotte Friis ( Danimarca)            | Coralie Balmy ( Francia)                            |
| Herning 2013    | Mireia Belmonte García ( Spagna)  | Lotte Friis ( Danimarca)            | Federica Pellegrini ( Italia)                       |
| Netanya 2015    | Jazmin Carlin ( Regno Unito)      | Katinka Hosszú ( Ungheria)          | Boglárka Kapás ( Ungheria)                          |
| Copenaghen 2017 | Boglárka Kapás ( Ungheria)        | Sarah Köhler ( Germania)            | Julia Hassler ( Liechtenstein)                      |
| Glasgow 2019    | Simona Quadarella ( Italia)       | Isabel Marie Gose ( Germania)       | Ajna Késely ( Ungheria)                             |
| Kazan 2021      | Anastasija Kirpičnikova ( Russia) | Anna Egorova ( Russia)              | Isabel Marie Gose ( Germania)                       |

- Atleta più premiata: Laure Manaudou ( Francia)
- Nazione più medagliata:  Francia 6  1  2

### 800 metri
| Edizione        | Oro                               | Argento                        | Bronzo                               |
| --------------- | --------------------------------- | ------------------------------ | ------------------------------------ |
| Rostock 1996    | Carla Geurts ( Paesi Bassi)       | Flavia Rigamonti ( Svizzera)   | Sarah Collings ( Gran Bretagna)      |
| Sheffield 1998  | Flavia Rigamonti ( Svizzera)      | Carla Geurts ( Paesi Bassi)    | Sarah Collings ( Gran Bretagna)      |
| Lisbona 1999    | Yana Klochkova ( Ucraina)         | Flavia Rigamonti ( Svizzera)   | Jana Henke ( Germania)               |
| Valencia 2000   | Chantal Strasser ( Svizzera)      | Rebecca Cooke ( Gran Bretagna) | Jana Pechanová ( Rep. Ceca)          |
| Anversa 2001    | Flavia Rigamonti ( Svizzera)      | Anja Čarman ( Slovenia)        | Irina Ufimtseva ( Russia)            |
| Riesa 2002      | Éva Risztov ( Ungheria)           | Flavia Rigamonti ( Svizzera)   | Hannah Stockbauer ( Germania)        |
| Dublino 2003    | Erika Villaécija ( Spagna)        | Rebecca Cooke ( Gran Bretagna) | Éva Risztov ( Ungheria)              |
| Vienna 2004     | Flavia Rigamonti ( Svizzera)      | Lotte Friis ( Danimarca)       | Erika Villaécija ( Spagna)           |
| Trieste 2005    | Laure Manaudou ( Francia)         | Anastasia Ivanenko ( Russia)   | Flavia Rigamonti ( Svizzera)         |
| Helsinki 2006   | Laure Manaudou ( Francia)         | Anastasia Ivanenko ( Russia)   | Erika Villaécija ( Spagna)           |
| Debrecen 2007   | Lotte Friis ( Danimarca)          | Erika Villaécija ( Spagna)     | Alessia Filippi ( Italia)            |
| Fiume 2008      | Alessia Filippi ( Italia)         | Coralie Balmy ( Francia)       | Lotte Friis ( Danimarca)             |
| Istanbul 2009   | Lotte Friis ( Danimarca)          | Erika Villaécija ( Spagna)     | Ophélie-Cyrielle Étienne ( Francia)  |
| Eindhoven 2010  | Federica Pellegrini ( Italia)     | Boglárka Kapás ( Ungheria)     | Grainne Murphy ( Irlanda)            |
| Stettino 2011   | Lotte Friis ( Danimarca)          | Erika Villaécija ( Spagna)     | Melanie Costa ( Spagna)              |
| Chartres 2012   | Lotte Friis ( Danimarca)          | Hannah Miley ( Gran Bretagna)  | Aimee Wilmott ( Gran Bretagna)       |
| Herning 2013    | Mireia Belmonte García ( Spagna)  | Lotte Friis ( Danimarca)       | Sharon van Rouwendaal ( Paesi Bassi) |
| Netanya 2015    | Jazmin Carlin ( Regno Unito)      | Boglárka Kapás ( Ungheria)     | Sharon van Rouwendaal ( Paesi Bassi) |
| Copenaghen 2017 | Sarah Köhler ( Germania)          | Boglárka Kapás ( Ungheria)     | Simona Quadarella ( Italia)          |
| Glasgow 2019    | Simona Quadarella ( Italia)       | Ajna Késely ( Ungheria)        | Martina Rita Caramignoli ( Italia)   |
| Kazan 2021      | Anastasija Kirpičnikova ( Russia) | Simona Quadarella ( Italia)    | Isabel Marie Gose ( Germania)        |

- Atleta più premiata: Lotte Friis ( Danimarca)
- Nazione più medagliata:  Svizzera 4  3  1

### 1500 metri
| Edizione   | Oro                               | Argento                     | Bronzo                             |
| ---------- | --------------------------------- | --------------------------- | ---------------------------------- |
| Kazan 2021 | Anastasija Kirpičnikova ( Russia) | Simona Quadarella ( Italia) | Martina Rita Caramignoli ( Italia) |

- Atleta più premiata: Anastasija Kirpičnikova ( Russia)
- Nazione più medagliata:  Russia 1

## Dorso

### 50 metri
| Edizione           | Oro                            | Argento                                | Bronzo                                 |
| ------------------ | ------------------------------ | -------------------------------------- | -------------------------------------- |
| Gelsenkirchen 1991 | Sandra Völker ( Germania)      | Anja Eichhorst ( Germania)             | Andrea Kutz ( Germania)                |
| Espoo 1992         | Sandra Völker ( Germania)      | Nina Živanevskaja ( Russia)            | Anja Eichhorst ( Germania)             |
| Gateshead 1993     | Sandra Völker ( Germania)      | Nina Živanevskaja ( Russia)            | Andrea Kutz ( Germania)                |
| Stavanger 1994     | Sandra Völker ( Germania)      | Dagmara Komorowicz ( Polonia)          | Martina Moravcová ( Slovacchia)        |
| Rostock 1996       | Sandra Völker ( Germania)      | Antje Buschschulte ( Germania)         | Suze Valen ( Paesi Bassi)              |
| Sheffield 1998     | Sandra Völker ( Germania)      | Therese Alshammar ( Svezia)            | Alena Nývltová ( Rep. Ceca)            |
| Lisbona 1999       | Sandra Völker ( Germania)      | Nina Živanevskaja ( Spagna)            | Antje Buschschulte ( Germania)         |
| Valencia 2000      | Ilona Hlaváčková ( Rep. Ceca)  | Nina Živanevskaja ( Spagna)            | Daniela Samulski ( Germania)           |
| Anversa 2001       | Ilona Hlaváčková ( Rep. Ceca)  | Anu Koivisto ( Finlandia)              | Janine Pietsch ( Germania)             |
| Riesa 2002         | Antje Buschschulte ( Germania) | Ilona Hlaváčková ( Rep. Ceca)          | Janine Pietsch ( Germania)             |
| Dublino 2003       | Ilona Hlaváčková ( Rep. Ceca)  | Antje Buschschulte ( Germania)         | Louise Ørnstedt ( Danimarca)           |
| Vienna 2004        | Antje Buschschulte ( Germania) | Kateryna Zubkova ( Ucraina)            | Ilona Hlaváčková ( Rep. Ceca)          |
| Trieste 2005       | Louise Ørnstedt ( Danimarca)   | Janine Pietsch ( Germania)             | Aljaksandra Herasimenja ( Bielorussia) |
| Helsinki 2006      | Janine Pietsch ( Germania)     | Iryna Amshennikova ( Ucraina)          | Anna Gostomelsky ( Israele)            |
| Debrecen 2007      | Sanja Jovanović ( Croazia)     | Janine Pietsch ( Germania)             | Fabienne Nadarajah ( Austria)          |
| Fiume 2008         | Sanja Jovanović ( Croazia)     | Kateryna Zubkova ( Ucraina)            | Elena Gemo ( Italia)                   |
| Istanbul 2009      | Sanja Jovanović ( Croazia)     | Aljaksandra Herasimenja ( Bielorussia) | Ksenia Moskvina ( Russia)              |
| Eindhoven 2010     | Sanja Jovanović ( Croazia)     | Elena Gemo ( Italia)                   | Simona Baumrtová ( Rep. Ceca)          |
| Stettino 2011      | Anastasija Zueva ( Russia)     | Georgia Davies ( Gran Bretagna)        | Simona Baumrtová ( Rep. Ceca)          |
| Chartres 2012      | Laure Manaudou ( Francia)      | Sanja Jovanović ( Croazia)             | Simona Baumrtová ( Rep. Ceca)          |
| Herning 2013       | Simona Baumrtová ( Rep. Ceca)  | Aleksandra Urbańczyk ( Polonia)        | Michelle Coleman ( Svezia)             |
| Netanya 2015       | Katinka Hosszú ( Ungheria)     | Aleksandra Urbańczyk ( Polonia)        | Sanja Jovanović ( Croazia)             |
| Copenaghen 2017    | Katinka Hosszú ( Ungheria)     | Alicja Tchórz ( Polonia)               | Maaike de Waard ( Paesi Bassi)         |
| Glasgow 2019       | Kira Toussaint ( Paesi Bassi)  | Béryl Gastaldello ( Francia)           | Alicja Tchórz ( Polonia)               |
| Kazan 2021         | Kira Toussaint ( Paesi Bassi)  | Analia Pigree ( Francia)               | Maaike de Waard ( Paesi Bassi)         |

- Atleta più premiata: Sandra Völker ( Germania)
- Nazione più medagliata:  Germania 10  5  7

### 100 metri
| Edizione        | Oro                            | Argento                              | Bronzo                                 |
| --------------- | ------------------------------ | ------------------------------------ | -------------------------------------- |
| Rostock 1996    | Antje Buschschulte ( Germania) | Kateřina Pivoňková ( Rep. Ceca)      | Alenka Kejžar ( Slovenia)              |
| Sheffield 1998  | Sandra Völker ( Germania)      | Antje Buschschulte ( Germania)       | Alena Nývltová ( Rep. Ceca)            |
| Lisbona 1999    | Nina Živanevskaja ( Spagna)    | Antje Buschschulte ( Germania)       | Sarah Price ( Gran Bretagna)           |
| Valencia 2000   | Ilona Hlaváčková ( Rep. Ceca)  | Katy Sexton ( Gran Bretagna)         | Nina Živanevskaja ( Spagna)            |
| Anversa 2001    | Ilona Hlaváčková ( Rep. Ceca)  | Sarah Price ( Gran Bretagna)         | Janine Pietsch ( Germania)             |
| Riesa 2002      | Antje Buschschulte ( Germania) | Ilona Hlaváčková ( Rep. Ceca)        | Sarah Price ( Gran Bretagna)           |
| Dublino 2003    | Antje Buschschulte ( Germania) | Ilona Hlaváčková ( Rep. Ceca)        | Laure Manaudou ( Francia)              |
| Vienna 2004     | Kateryna Zubkova ( Ucraina)    | Antje Buschschulte ( Germania)       | Louise Ørnstedt ( Danimarca)           |
| Trieste 2005    | Laure Manaudou ( Francia)      | Louise Ørnstedt ( Danimarca)         | Janine Pietsch ( Germania)             |
| Helsinki 2006   | Laure Manaudou ( Francia)      | Antje Buschschulte ( Germania)       | Iryna Amshennikova ( Ucraina)          |
| Debrecen 2007   | Laure Manaudou ( Francia)      | Sanja Jovanović ( Croazia)           | Janine Pietsch ( Germania)             |
| Fiume 2008      | Sanja Jovanović ( Croazia)     | Kateryna Zubkova ( Ucraina)          | Laure Manaudou ( Francia)              |
| Istanbul 2009   | Ksenia Moskvina ( Russia)      | Sanja Jovanović ( Croazia)           | Aljaksandra Herasimenja ( Bielorussia) |
| Eindhoven 2010  | Daryna Zevina ( Ucraina)       | Sharon van Rouwendaal ( Paesi Bassi) | Duane Da Rocha ( Spagna)               |
| Stettino 2011   | Daryna Zevina ( Ucraina)       | Anastasia Zueva ( Russia)            | Mie Østergaard Nielsen ( Danimarca)    |
| Chartres 2012   | Daryna Zevina ( Ucraina)       | Laure Manaudou ( Francia)            | Simona Baumrtová ( Rep. Ceca)          |
| Herning 2013    | Mie Nielsen ( Danimarca)       | Simona Baumrtová ( Rep. Ceca)        | Daryna Zevina ( Ucraina)               |
| Netanya 2015    | Katinka Hosszú ( Ungheria)     | Alicja Tchórz ( Polonia)             | Eyglo Osk Gustafdottir ( Islanda)      |
| Copenaghen 2017 | Katinka Hosszú ( Ungheria)     | Kira Toussaint ( Paesi Bassi)        | Marija Kameneva ( Russia)              |
| Glasgow 2019    | Kira Toussaint ( Paesi Bassi)  | Marija Kameneva ( Russia)            | Georgia Davies ( Gran Bretagna)        |
| Kazan 2021      | Kira Toussaint ( Paesi Bassi)  | Maaike de Waard ( Paesi Bassi)       | Analia Pigree ( Francia)               |

- Atleta più premiata: Antje Buschschulte ( Germania)
- Nazione più medagliata:  Germania 4  4  3

### 200 metri
| Edizione        | Oro                             | Argento                              | Bronzo                              |
| --------------- | ------------------------------- | ------------------------------------ | ----------------------------------- |
| Rostock 1996    | Kateřina Pivoňková ( Rep. Ceca) | Antje Buschschulte ( Germania)       | Alenka Kejžar ( Slovenia)           |
| Sheffield 1998  | Antje Buschschulte ( Germania)  | Helen Don-Duncan ( Gran Bretagna)    | Yulia Fomenko ( Russia)             |
| Lisbona 1999    | Antje Buschschulte ( Germania)  | Nina Živanevskaja ( Spagna)          | Nicole Hetzer ( Germania)           |
| Valencia 2000   | Joanna Fargus ( Gran Bretagna)  | Nina Živanevskaja ( Spagna)          | Anja Čarman ( Slovenia)             |
| Anversa 2001    | Sarah Price ( Gran Bretagna)    | Nicole Hetzer ( Germania)            | Anu Koivisto ( Finlandia)           |
| Riesa 2002      | Sarah Price ( Gran Bretagna)    | Antje Buschschulte ( Germania)       | Stanislava Komarova ( Russia)       |
| Dublino 2003    | Antje Buschschulte ( Germania)  | Stanislava Komarova ( Russia)        | Iryna Amshennikova ( Ucraina)       |
| Vienna 2004     | Louise Ørnstedt ( Danimarca)    | Sarah Price ( Gran Bretagna)         | Gemma Spofforth ( Gran Bretagna)    |
| Trieste 2005    | Iryna Amshennikova ( Ucraina)   | Louise Ørnstedt ( Danimarca)         | Annika Liebs ( Germania)            |
| Helsinki 2006   | Esther Baron ( Francia)         | Iryna Amshennikova ( Ucraina)        | Elizabeth Simmonds ( Gran Bretagna) |
| Debrecen 2007   | Anja Čarman ( Slovenia)         | Esther Baron ( Francia)              | Iryna Amshennikova ( Ucraina)       |
| Fiume 2008      | Alexandra Putra ( Francia)      | Alexianne Castel ( Francia)          | Elizabeth Simmonds ( Gran Bretagna) |
| Istanbul 2009   | Alexianne Castel ( Francia)     | Jenny Mensing ( Germania)            | Pernille Larsen ( Danimarca)        |
| Eindhoven 2010  | Duane Da Rocha ( Spagna)        | Sharon van Rouwendaal ( Paesi Bassi) | Daryna Zevina ( Ucraina)            |
| Stettino 2011   | Daryna Zevina ( Ucraina)        | Duane Da Rocha ( Spagna)             | Melanie Nocher ( Irlanda)           |
| Chartres 2012   | Daryna Zevina ( Ucraina)        | Alexianne Castel ( Francia)          | Simona Baumrtová ( Rep. Ceca)       |
| Herning 2013    | Daryna Zevina ( Ucraina)        | Simona Baumrtová ( Rep. Ceca)        | Katinka Hosszú ( Ungheria)          |
| Netanya 2015    | Katinka Hosszú ( Ungheria)      | Daria Ustinova ( Russia)             | Eyglo Osk Gustafdottir ( Islanda)   |
| Copenaghen 2017 | Katinka Hosszú ( Ungheria)      | Daryna Zevina ( Ucraina)             | Margherita Panziera ( Italia)       |
| Glasgow 2019    | Margherita Panziera ( Italia)   | Daryna Zevina ( Ucraina)             | Kira Toussaint ( Paesi Bassi)       |
| Kazan 2021      | Kira Toussaint ( Paesi Bassi)   | Margherita Panziera ( Italia)        | Lena Grabowski ( Austria)           |

- Atleta più premiata: Daryna Zevina ( Ucraina)
- Nazione più medagliata:  Ucraina 4  3  3

## Rana

### 50 metri
| Edizione           | Oro                                                | Argento                                          | Bronzo                            |
| ------------------ | -------------------------------------------------- | ------------------------------------------------ | --------------------------------- |
| Gelsenkirchen 1991 | Peggy Hartung ( Germania)                          | Sylvia Gerasch ( Germania)                       | Jana Dörries ( Germania)          |
| Espoo 1992         | Louise Karlsson ( Svezia)                          | Peggy Hartung ( Germania)                        | Alicja Pęczak ( Polonia)          |
| Gateshead 1993     | Sylvia Gerasch ( Germania)                         | Peggy Hartung ( Germania) Karen Rake ( Germania) |                                   |
| Stavanger 1994     | Emma Igelström ( Svezia)                           | Elin Austevoll ( Norvegia)                       | Terrie Miller ( Norvegia)         |
| Rostock 1996       | Vera Lischka ( Austria)                            | Terrie Miller ( Norvegia)                        | Hanna Jaltner ( Svezia)           |
| Sheffield 1998     | Silvia Gerasch ( Germania)                         | Vera Lischka ( Austria)                          | Jaime King ( Gran Bretagna)       |
| Lisbona 1999       | Zoe Baker ( Gran Bretagna)                         | Ágnes Kovács ( Ungheria)                         | Janne Schäfer ( Germania)         |
| Valencia 2000      | Emma Igelström ( Svezia)                           | Agnieszka Braszkiewicz ( Polonia)                | Anne-Mari Gulbrandsen ( Norvegia) |
| Anversa 2001       | Emma Igelström ( Svezia)                           | Janne Schäfer ( Germania)                        | Vera Lischka ( Austria)           |
| Riesa 2002         | Emma Igelström ( Svezia)                           | Sarah Poewe ( Germania)                          | Janne Schäfer ( Germania)         |
| Dublino 2003       | Sarah Poewe ( Germania)                            | Emma Igelström ( Svezia)                         | Elena Bogomazova ( Russia)        |
| Vienna 2004        | Sarah Poewe ( Germania)                            | Elena Bogomazova ( Russia)                       | Kate Haywood ( Gran Bretagna)     |
| Trieste 2005       | Janne Schäfer ( Germania)                          | Beata Kamińska ( Polonia)                        | Elena Bogomazova ( Russia)        |
| Helsinki 2006      | Janne Schaefer ( Germania)                         | Kate Haywood ( Gran Bretagna)                    | Elena Bogomazova ( Russia)        |
| Debrecen 2007      | Julija Efimova ( Russia) Janne Schäfer ( Germania) |                                                  | Sarah Poewe ( Germania)           |
| Fiume 2008         | Valentina Artemyeva ( Russia)                      | Janne Schäfer ( Germania)                        | Moniek Nijhuis ( Paesi Bassi)     |
| Istanbul 2009      | Moniek Nijhuis ( Paesi Bassi)                      | Jane Trepp ( Estonia)                            | Janne Schäfer ( Germania)         |
| Eindhoven 2010     | Dorothea Brandt ( Germania)                        | Moniek Nijhuis ( Paesi Bassi)                    | Valentina Artemyeva ( Russia)     |
| Stettino 2011      | Valentina Artemyeva ( Russia)                      | Dorothea Brandt ( Germania)                      | Daria Deeva ( Russia)             |
| Chartres 2012      | Petra Chocová ( Rep. Ceca)                         | Rikke Møller Pedersen ( Danimarca)               | Sycerika McMahon ( Irlanda)       |
| Herning 2013       | Julija Efimova ( Russia)                           | Rūta Meilutytė ( Lituania)                       | Moniek Nijhuis ( Paesi Bassi)     |
| Netanya 2015       | Jenna Laukkanen ( Finlandia)                       | Fanny Lecluyse ( Belgio)                         | Natalia Ivaneeva ( Russia)        |
| Copenaghen 2017    | Rūta Meilutytė ( Lituania)                         | Jenna Laukkanen ( Finlandia)                     | Sophie Hansson ( Svezia)          |
| Glasgow 2019       | Benedetta Pilato ( Italia)                         | Martina Carraro ( Italia)                        | Mona McSharry ( Irlanda)          |
| Kazan 2021         | Arianna Castiglioni ( Italia)                      | Benedetta Pilato ( Italia)                       | Nika Godun ( Russia)              |

- Atleta più premiata: Emma Igelström ( Svezia)
- Nazione più medagliata:  Germania 9  8  5

### 100 metri
| Edizione        | Oro                                               | Argento                            | Bronzo                                               |
| --------------- | ------------------------------------------------- | ---------------------------------- | ---------------------------------------------------- |
| Rostock 1996    | Terrie Miller ( Norvegia)                         | Vera Lischka ( Austria)            | Alicja Pęczak ( Polonia)                             |
| Sheffield 1998  | Brigitte Becue ( Belgio) Alicja Pęczak ( Polonia) |                                    | Svitlana Bondarenko ( Ucraina)                       |
| Lisbona 1999    | Brigitte Becue ( Belgio)                          | Ágnes Kovács ( Ungheria)           | Emma Igelström ( Svezia)                             |
| Valencia 2000   | Alicja Pęczak ( Polonia)                          | Emma Igelström ( Svezia)           | Anne-Mari Gulbrandsen ( Norvegia)                    |
| Anversa 2001    | Anne Poleska ( Germania)                          | Mirna Jukić ( Austria)             | Heidi Earp ( Gran Bretagna)                          |
| Riesa 2002      | Sarah Poewe ( Germania)                           | Mirna Jukić ( Austria)             | Ágnes Kovács ( Ungheria)                             |
| Dublino 2003    | Sarah Poewe ( Germania)                           | Elena Bogomazova ( Russia)         | Mirna Jukić ( Austria)                               |
| Vienna 2004     | Sarah Poewe ( Germania)                           | Mirna Jukić ( Austria)             | Simone Weiler ( Germania)                            |
| Trieste 2005    | Beata Kamińska ( Polonia)                         | Elena Bogomazova ( Russia)         | Simone Weiler ( Germania) Chiara Boggiatto ( Italia) |
| Helsinki 2006   | Anna Khlistunova ( Ucraina)                       | Kirsty Balfour ( Gran Bretagna)    | Janne Schäfer ( Germania)                            |
| Debrecen 2007   | Julija Efimova ( Russia)                          | Mirna Jukić ( Austria)             | Elena Bogomazova ( Russia)                           |
| Fiume 2008      | Valentina Artemyeva ( Russia)                     | Sophie de Ronchi ( Francia)        | Mirna Jukić ( Austria)                               |
| Istanbul 2009   | Caroline Ruhnau ( Germania)                       | Moniek Nijhuis ( Paesi Bassi)      | Jennie Johansson ( Svezia)                           |
| Eindhoven 2010  | Moniek Nijhuis ( Paesi Bassi)                     | Sophie de Ronchi ( Francia)        | Tessa Brouwer ( Paesi Bassi)                         |
| Stettino 2011   | Valentina Artemyeva ( Russia)                     | Rikke Møller Pedersen ( Danimarca) | Darja Deeva ( Russia)                                |
| Chartres 2012   | Rikke Møller Pedersen ( Danimarca)                | Petra Chocová ( Rep. Ceca)         | Marina García Urzainqui ( Spagna)                    |
| Herning 2013    | Rūta Meilutytė ( Lituania)                        | Julija Efimova ( Russia)           | Rikke Møller Pedersen ( Danimarca)                   |
| Netanya 2015    | Jenna Laukkanen ( Finlandia)                      | Moniek Nijhuis ( Paesi Bassi)      | Viktoria Zeynep Gunes ( Turchia)                     |
| Copenaghen 2017 | Rūta Meilutytė ( Lituania)                        | Jenna Laukkanen ( Finlandia)       | Jessica Vall ( Spagna)                               |
| Glasgow 2019    | Martina Carraro ( Italia)                         | Arianna Castiglioni ( Italia)      | Jenna Laukkanen ( Finlandia)                         |
| Kazan 2021      | Martina Carraro ( Italia)                         | Evgeniia Chikunova ( Russia)       | Eneli Jefimova ( Estonia)                            |

- Atleta più premiata: Sarah Poewe ( Germania)
- Nazione più medagliata:  Germania 5  0  3

### 200 metri
| Edizione        | Oro                                | Argento                            | Bronzo                            |
| --------------- | ---------------------------------- | ---------------------------------- | --------------------------------- |
| Rostock 1996    | Alicja Pęczak ( Polonia)           | Alenka Kejžar ( Slovenia)          | Anne Poleska ( Germania)          |
| Sheffield 1998  | Alicja Pęczak ( Polonia)           | Lourdes Becerra ( Spagna)          | Anne Poleska ( Germania)          |
| Lisbona 1999    | Anne Poleska ( Germania)           | Ágnes Kovács ( Ungheria)           | Brigitte Becue ( Belgio)          |
| Valencia 2000   | Emma Igelström ( Svezia)           | Alicja Pęczak ( Polonia)           | Anne-Mari Gulbrandsen ( Norvegia) |
| Anversa 2001    | Anne Poleska ( Germania)           | Mirna Jukić ( Austria)             | Emma Igelström ( Svezia)          |
| Riesa 2002      | Mirna Jukić ( Austria)             | Sarah Poewe ( Germania)            | Anne Poleska ( Germania)          |
| Dublino 2003    | Mirna Jukić ( Austria)             | Anne Poleska ( Germania)           | Simone Weiler ( Germania)         |
| Vienna 2004     | Anne Poleska ( Germania)           | Mirna Jukić ( Austria)             | Sarah Poewe ( Germania)           |
| Trieste 2005    | Anne Poleska ( Germania)           | Katarzyna Dulian ( Polonia)        | Chiara Boggiatto ( Italia)        |
| Helsinki 2006   | Kirsty Balfour ( Gran Bretagna)    | Anne Poleska ( Germania)           | Beata Kamińska ( Polonia)         |
| Debrecen 2007   | Julija Efimova ( Russia)           | Mirna Jukić ( Austria)             | Anne Poleska ( Germania)          |
| Fiume 2008      | Alena Alekseeva ( Russia)          | Mirna Jukić ( Austria)             | Patrizia Humplik ( Svizzera)      |
| Istanbul 2009   | Rikke Møller Pedersen ( Danimarca) | Nađa Higl ( Serbia)                | Joline Höstman ( Svezia)          |
| Eindhoven 2010  | Anastasia Chaun ( Russia)          | Tanja Šmid ( Slovenia)             | Chiara Boggiatto ( Italia)        |
| Stettino 2011   | Rikke Møller Pedersen ( Danimarca) | Anastasia Chaun ( Russia)          | Fanny Lecluyse ( Belgio)          |
| Chartres 2012   | Rikke Møller Pedersen ( Danimarca) | Marina García Urzainqui ( Spagna)  | Ganna Dzerzaľ ( Ucraina)          |
| Herning 2013    | Julija Efimova ( Russia)           | Rikke Møller Pedersen ( Danimarca) | Vitalina Simonova ( Russia)       |
| Netanya 2015    | Fanny Lecluyse ( Belgio)           | Maria Astashkina ( Russia)         | Viktoriya Zeynep Gunes ( Turchia) |
| Copenaghen 2017 | Jessica Vall ( Spagna)             | Rikke Møller Pedersen ( Danimarca) | Fanny Lecluyse ( Belgio)          |
| Glasgow 2019    | Maria Temnikova ( Russia)          | Molly Renshaw ( Gran Bretagna)     | Martina Carraro ( Italia)         |
| Kazan 2021      | Evgeniia Chikunova ( Russia)       | Maria Temnikova ( Russia)          | Francesca Fangio ( Italia)        |

- Atleta più premiata: Anne Poleska ( Germania)
- Nazione più medagliata:  Russia 6  3  1

## Farfalla

### 50 metri
| Edizione           | Oro                                                           | Argento                                | Bronzo                                                     |
| ------------------ | ------------------------------------------------------------- | -------------------------------------- | ---------------------------------------------------------- |
| Gelsenkirchen 1991 | Inge de Bruijn ( Paesi Bassi)                                 | Louise Karlsson ( Svezia)              | Christiane Sievert ( Germania)                             |
| Espoo 1992         | Louise Karlsson ( Svezia)                                     | Inge de Bruijn ( Paesi Bassi)          | Susanne Müller ( Germania)                                 |
| Gateshead 1993     | Louise Karlsson ( Svezia)                                     | Svetlana Posdeyeva ( Russia)           | Julia Voitowitsch ( Germania)                              |
| Stavanger 1994     | Angela Postma ( Paesi Bassi)                                  | Martina Moravcová ( Slovacchia)        | Julia Voitowitsch ( Germania)                              |
| Rostock 1996       | Johanna Sjöberg ( Svezia)                                     | Sandra Völker ( Germania)              | Marja Parssinen ( Finlandia)                               |
| Sheffield 1998     | Inge de Bruijn ( Paesi Bassi)                                 | Anna-Karin Kammerling ( Svezia)        | Johanna Sjöberg ( Svezia)                                  |
| Lisbona 1999       | Anna-Karin Kammerling ( Svezia)                               | Johanna Sjöberg ( Svezia)              | Nicola Jackson ( Gran Bretagna)                            |
| Valencia 2000      | Anna-Karin Kammerling ( Svezia)                               | Karen Egdal ( Danimarca)               | Johanna Sjöberg ( Svezia)                                  |
| Anversa 2001       | Therese Alshammar ( Svezia)                                   | Anna-Karin Kammerling ( Svezia)        | Natalia Sutiaguina ( Russia)                               |
| Riesa 2002         | Anna-Karin Kammerling ( Svezia)                               | Lena Hallander ( Svezia)               | Vered Borochovski ( Israele)                               |
| Dublino 2003       | Anna-Karin Kammerling ( Svezia)                               | Martina Moravcová ( Slovacchia)        | Fabienne Nadarajah ( Austria)                              |
| Vienna 2004        | Anna-Karin Kammerling ( Svezia)                               | Martina Moravcová ( Slovacchia)        | Fabienne Nadarajah ( Austria)                              |
| Trieste 2005       | Anna-Karin Kammerling ( Svezia)                               | Inge Dekker ( Paesi Bassi)             | Fabienne Nadarajah ( Austria)                              |
| Helsinki 2006      | Therese Alshammar ( Svezia)                                   | Inge Dekker ( Paesi Bassi)             | Anna-Karin Kammerling ( Svezia)                            |
| Debrecen 2007      | Anna-Karin Kammerling ( Svezia)                               | Inge Dekker ( Paesi Bassi)             | Hinkelien Schreuder ( Paesi Bassi)                         |
| Fiume 2008         | Hinkelien Schreuder ( Paesi Bassi)                            | Jeanette Ottesen ( Danimarca)          | Diane Bui Duyet ( Francia)                                 |
| Istanbul 2009      | Hinkelien Schreuder ( Paesi Bassi) Inge Dekker ( Paesi Bassi) |                                        | Ingvild Snildal ( Norvegia)                                |
| Eindhoven 2010     | Inge Dekker ( Paesi Bassi)                                    | Hinkelien Schreuder ( Paesi Bassi)     | Triin Aljand ( Estonia)                                    |
| Stettino 2011      | Jeanette Ottesen ( Danimarca)                                 | Triin Aljand ( Estonia)                | Sviatlana Khakhlova ( Bielorussia)                         |
| Chartres 2012      | Jeanette Ottesen ( Danimarca)                                 | Aljaksandra Herasimenja ( Bielorussia) | Mélanie Henique ( Francia)                                 |
| Herning 2013       | Sarah Sjöström ( Svezia)                                      | Jeanette Ottesen ( Danimarca)          | Inge Dekker ( Paesi Bassi)                                 |
| Netanya 2015       | Sarah Sjöström ( Svezia)                                      | Jeanette Ottesen ( Danimarca)          | Silvia Di Pietro ( Italia)                                 |
| Copenaghen 2017    | Ranomi Kromowidjojo ( Paesi Bassi)                            | Emilie Beckmann ( Danimarca)           | Maaike de Waard ( Paesi Bassi)                             |
| Glasgow 2019       | Mélanie Henique ( Francia)                                    | Béryl Gastaldello ( Francia)           | Emilie Beckmann ( Danimarca) Jeanette Ottesen ( Danimarca) |
| Kazan 2021         | Sarah Sjöström ( Svezia)                                      | Maaike de Waard ( Paesi Bassi)         | Silvia Di Pietro ( Italia) Anna Ntountounaki ( Grecia)     |

- Atleta più premiata: Anna-Karin Kammerling ( Svezia)
- Nazione più medagliata:  Svezia 15  5  3

### 100 metri
| Edizione        | Oro                               | Argento                                                       | Bronzo                          |
| --------------- | --------------------------------- | ------------------------------------------------------------- | ------------------------------- |
| Rostock 1996    | Johanna Sjöberg ( Svezia)         | Sandra Völker ( Germania)                                     | Julia Voitowitsch ( Germania)   |
| Sheffield 1998  | Martina Moravcová ( Slovacchia)   | Johanna Sjöberg ( Svezia)                                     | Inge de Bruijn ( Paesi Bassi)   |
| Lisbona 1999    | Johanna Sjöberg ( Svezia)         | Mette Jacobsen ( Danimarca)                                   | Sophia Skou ( Danimarca)        |
| Valencia 2000   | Martina Moravcová ( Slovacchia)   | Johanna Sjöberg ( Svezia)                                     | Mette Jacobsen ( Danimarca)     |
| Anversa 2001    | Martina Moravcová ( Slovacchia)   | Johanna Sjöberg ( Svezia)                                     | Anna-Karin Kammerling ( Svezia) |
| Riesa 2002      | Martina Moravcová ( Slovacchia)   | Anna-Karin Kammerling ( Svezia)                               | Mette Jacobsen ( Danimarca)     |
| Dublino 2003    | Martina Moravcová ( Slovacchia)   | Johanna Sjöberg ( Svezia)                                     | Alena Popchanka ( Bielorussia)  |
| Vienna 2004     | Martina Moravcová ( Slovacchia)   | Mette Jacobsen ( Danimarca)                                   | Malia Metella ( Francia)        |
| Trieste 2005    | Martina Moravcová ( Slovacchia)   | Alena Popchanka ( Francia)                                    | Johanna Sjöberg ( Svezia)       |
| Helsinki 2006   | Antje Buschschulte ( Germania)    | Inge Dekker ( Paesi Bassi)                                    | Martina Moravcová ( Slovacchia) |
| Debrecen 2007   | Inge Dekker ( Paesi Bassi)        | Alena Popchanka ( Francia)                                    | Otylia Jędrzejczak ( Polonia)   |
| Fiume 2008      | Jeanette Ottesen ( Danimarca)     | Diane Bui Duyet ( Francia)                                    | Eszter Dara ( Ungheria)         |
| Istanbul 2009   | Inge Dekker ( Paesi Bassi)        | Diane Bui Duyet ( Francia)                                    | Jeanette Ottesen ( Danimarca)   |
| Eindhoven 2010  | Inge Dekker ( Paesi Bassi)        | Ingvild Snildal ( Norvegia)                                   | Caterina Giacchetti ( Italia)   |
| Stettino 2011   | Jeanette Ottesen ( Danimarca)     | Jemma Lowe ( Gran Bretagna)                                   | Ilaria Bianchi ( Italia)        |
| Chartres 2012   | Ilaria Bianchi ( Italia)          | Kimberly Buys ( Belgio)                                       | Jeanette Ottesen ( Danimarca)   |
| Herning 2013    | Sarah Sjöström ( Svezia)          | Jemma Lowe ( Regno Unito)                                     | Jeanette Ottesen ( Danimarca)   |
| Netanya 2015    | Sarah Sjöström ( Svezia)          | Jeanette Ottesen ( Danimarca)                                 | Alexandra Wenk ( Germania)      |
| Copenaghen 2017 | Sarah Sjöström ( Svezia)          | Marie Wattel ( Francia)                                       | Emilie Beckmann ( Danimarca)    |
| Glasgow 2019    | Anastasija Škurdaj ( Bielorussia) | Elena Di Liddo ( Italia)                                      | Anna Ntountounaki ( Grecia)     |
| Kazan 2021      | Sarah Sjöström ( Svezia)          | Anna Ntountounaki ( Grecia) Anastasija Škurdaj ( Bielorussia) |                                 |

- Atleta più premiata: Martina Moravcová ( Slovacchia)
- Nazione più medagliata:  Slovacchia 7  0  1

### 200 metri
| Edizione        | Oro                             | Argento                            | Bronzo                           |
| --------------- | ------------------------------- | ---------------------------------- | -------------------------------- |
| Rostock 1996    | Bárbara Franco ( Spagna)        | Johanna Sjöberg ( Svezia)          | María Peláez ( Spagna)           |
| Sheffield 1998  | Sophia Skou ( Danimarca)        | Mette Jacobsen ( Danimarca)        | Johanna Sjöberg ( Svezia)        |
| Lisbona 1999    | Mette Jacobsen ( Danimarca)     | Johanna Sjöberg ( Svezia)          | Sophia Skou ( Danimarca)         |
| Valencia 2000   | Annika Mehlhorn ( Germania)     | Mette Jacobsen ( Danimarca)        | Petra Zahrl ( Austria)           |
| Anversa 2001    | Otylia Jędrzejczak ( Polonia)   | Mette Jacobsen ( Danimarca)        | Georgina Lee ( Gran Bretagna)    |
| Riesa 2002      | Éva Risztov ( Ungheria)         | Mette Jacobsen ( Danimarca)        | Roser Vives ( Spagna)            |
| Dublino 2003    | Éva Risztov ( Ungheria)         | Francesca Segat ( Italia)          | Mette Jacobsen ( Danimarca)      |
| Vienna 2004     | Martina Moravcová ( Slovacchia) | Mette Jacobsen ( Danimarca)        | Caterina Giacchetti ( Italia)    |
| Trieste 2005    | Beatrix Boulsevicz ( Ungheria)  | Mette Jacobsen ( Danimarca)        | Aurore Mongel ( Francia)         |
| Helsinki 2006   | Otylia Jędrzejczak ( Polonia)   | Beatrix Boulsevicz ( Ungheria)     | Jessica Dickons ( Gran Bretagna) |
| Debrecen 2007   | Otylia Jędrzejczak ( Polonia)   | Emese Kovács ( Ungheria)           | Annika Mehlhorn ( Germania)      |
| Fiume 2008      | Petra Granlund ( Svezia)        | Aurore Mongel ( Francia)           | Jemma Lowe ( Gran Bretagna)      |
| Istanbul 2009   | Aurore Mongel ( Francia)        | Petra Granlund ( Svezia)           | Franziska Hentke ( Germania)     |
| Eindhoven 2010  | Zsuzsanna Jakabos ( Ungheria)   | Alessia Polieri ( Italia)          | Caterina Giacchetti ( Italia)    |
| Stettino 2011   | Mireia Belmonte ( Spagna)       | Jemma Lowe ( Gran Bretagna)        | Jessica Dickons ( Gran Bretagna) |
| Chartres 2012   | Katinka Hosszú ( Ungheria)      | Stefania Pirozzi ( Italia)         | Alessia Polieri ( Italia)        |
| Herning 2013    | Mireia Belmonte ( Spagna)       | Franziska Hentke ( Germania)       | Jemma Lowe ( Gran Bretagna)      |
| Netanya 2015    | Franziska Hentke ( Germania)    | Lara Grangeon ( Francia)           | Alessia Polieri ( Italia)        |
| Copenaghen 2017 | Franziska Hentke ( Germania)    | Ilaria Bianchi ( Italia)           | Lara Grangeon ( Francia)         |
| Glasgow 2019    | Katinka Hosszú ( Ungheria)      | Ilaria Bianchi ( Italia)           | Zsuzsanna Jakabos ( Ungheria)    |
| Kazan 2021      | Svetlana Čimrova ( Russia)      | Helena Rosendahl Bach ( Danimarca) | Ilaria Bianchi ( Italia)         |

- Atleta più premiata: Otylia Jędrzejczak ( Polonia)
- Nazione più medagliata:  Ungheria 6  2  1

## Misti

### 100 metri
| Edizione           | Oro                                | Argento                                 | Bronzo                                  |
| ------------------ | ---------------------------------- | --------------------------------------- | --------------------------------------- |
| Gelsenkirchen 1991 | Louise Karlsson ( Svezia)          | Daniela Hunger ( Germania)              | Marion Zoller ( Germania)               |
| Espoo 1992         | Louise Karlsson ( Svezia)          | Daniela Hunger ( Germania)              | Alicja Pęczak ( Polonia)                |
| Gateshead 1993     | Louise Karlsson ( Svezia)          | Ulrika Jardfelt ( Svezia)               | Sylvia Gerasch ( Germania)              |
| Stavanger 1994     | Louise Karlsson ( Svezia)          | Sue Rolph ( Gran Bretagna)              | Daniela Hunger ( Germania)              |
| Rostock 1996       | Sue Rolph ( Gran Bretagna)         | Martina Moravcová ( Slovacchia)         | Sabine Herbst ( Germania)               |
| Sheffield 1998     | Martina Moravcová ( Slovacchia)    | Nataša Kejžar ( Slovenia)               | Sue Rolph ( Gran Bretagna)              |
| Lisbona 1999       | Martina Moravcová ( Slovacchia)    | Annika Mehlhorn ( Germania)             | Nataša Kejžar ( Slovenia)               |
| Valencia 2000      | Martina Moravcová ( Slovacchia)    | Annika Mehlhorn ( Germania)             | Sue Rolph ( Gran Bretagna)              |
| Anversa 2001       | Martina Moravcová ( Slovacchia)    | Alenka Kejžar ( Slovenia)               | Oxana Verevka ( Russia)                 |
| Riesa 2002         | Martina Moravcová ( Slovacchia)    | Alison Sheppard ( Gran Bretagna)        | Alenka Kejžar ( Slovenia)               |
| Dublino 2003       | Alison Sheppard ( Gran Bretagna)   | Alenka Kejžar ( Slovenia)               | Hanna Shcherba ( Bielorussia)           |
| Vienna 2004        | Aleksandra Urbańczyk ( Polonia)    | Lisa Chapman ( Gran Bretagna)           | Teresa Rohmann ( Germania)              |
| Trieste 2005       | Hanna-Maria Seppälä ( Finlandia)   | Hanna Eriksson ( Svezia)                | Hinkelien Schreuder ( Paesi Bassi)      |
| Helsinki 2006      | Hanna-Maria Seppälä ( Finlandia)   | Ganna Drzerkaľ ( Ucraina)               | Sviatlana Khakhlova ( Bielorussia)      |
| Debrecen 2007      | Hanna-Maria Seppälä ( Finlandia)   | Aleksandra Urbańczyk ( Polonia)         | Sophie de Ronchi ( Francia)             |
| Fiume 2008         | Hanna-Maria Seppälä ( Finlandia)   | Evelyn Verrasztó ( Ungheria)            | Francesca Segat ( Italia)               |
| Istanbul 2009      | Hinkelien Schreuder ( Paesi Bassi) | Evelyn Verrasztó ( Ungheria)            | Hanna-Maria Seppälä ( Finlandia)        |
| Eindhoven 2010     | Evelyn Verrasztó ( Ungheria)       | Hinkelien Schreuder ( Paesi Bassi)      | Theresa Michalak ( Germania)            |
| Stettino 2011      | Theresa Michalak ( Germania)       | Zsuzsanna Jakabos ( Ungheria)           | Mie Østergaard Nielsen ( Danimarca)     |
| Chartres 2012      | Katinka Hosszú ( Ungheria)         | Zsuzsanna Jakabos ( Ungheria)           | Siobhan-Marie O'Connor ( Gran Bretagna) |
| Herning 2013       | Rūta Meilutytė ( Lituania)         | Katinka Hosszú ( Ungheria)              | Siobhan-Marie O'Connor ( Gran Bretagna) |
| Netanya 2015       | Katinka Hosszú ( Ungheria)         | Siobhan-Marie O'Connor ( Gran Bretagna) | Marrit Steenbergen ( Paesi Bassi)       |
| Copenaghen 2017    | Katinka Hosszú ( Ungheria)         | Sarah Sjöström ( Svezia)                | Susann Björnsen ( Norvegia)             |
| Glasgow 2019       | Katinka Hosszú ( Ungheria)         | Marija Kameneva ( Russia)               | Jenna Laukkanen ( Finlandia)            |
| Kazan 2021         | Alicja Tchórz ( Polonia)           | Marija Kameneva ( Russia)               | Sarah Sjöström ( Svezia)                |

- Atleta più premiata: Martina Moravcová ( Slovacchia)
- Nazione più medagliata:  Slovacchia 5  1  0

### 200 metri
| Edizione        | Oro                             | Argento                                 | Bronzo                                  |
| --------------- | ------------------------------- | --------------------------------------- | --------------------------------------- |
| Rostock 1996    | Sue Rolph ( Gran Bretagna)      | Alicja Pęczak ( Polonia)                | Sabine Herbst ( Germania)               |
| Sheffield 1998  | Alicja Pęczak ( Polonia)        | Nicole Hetzer ( Germania)               | Sue Rolph ( Gran Bretagna)              |
| Lisbona 1999    | Yana Klochkova ( Ucraina)       | Martina Moravcová ( Slovacchia)         | Sue Rolph ( Gran Bretagna)              |
| Valencia 2000   | Yana Klochkova ( Ucraina)       | Oxana Verevka ( Russia)                 | Sue Rolph ( Gran Bretagna)              |
| Anversa 2001    | Yana Klochkova ( Ucraina)       | Nicole Hetzer ( Germania)               | Alenka Kejžar ( Slovenia)               |
| Riesa 2002      | Yana Klochkova ( Ucraina)       | Alenka Kejžar ( Slovenia)               | Hanna Shcherba ( Bielorussia)           |
| Dublino 2003    | Alenka Kejžar ( Slovenia)       | Hanna Shcherba ( Bielorussia)           | Teresa Rohmann ( Germania)              |
| Vienna 2004     | Teresa Rohmann ( Germania)      | Aleksandra Urbańczyk ( Polonia)         | Julie Hjørt-Hansen ( Danimarca)         |
| Trieste 2005    | Katarzyna Baranowska ( Polonia) | Aleksandra Urbańczyk ( Polonia)         | Daria Belyakina ( Russia)               |
| Helsinki 2006   | Katarzyna Baranowska ( Polonia) | Camille Muffat ( Francia)               | Aleksandra Urbańczyk ( Polonia)         |
| Debrecen 2007   | Camille Muffat ( Francia)       | Katarzyna Baranowska ( Polonia)         | Evelyn Verrasztó ( Ungheria)            |
| Fiume 2008      | Francesca Segat ( Italia)       | Evelyn Verrasztó ( Ungheria)            | Sophie de Ronchi ( Francia)             |
| Istanbul 2009   | Evelyn Verrasztó ( Ungheria)    | Francesca Segat ( Italia)               | Hannah Miley ( Gran Bretagna)           |
| Eindhoven 2010  | Evelyn Verrasztó ( Ungheria)    | Kimberly Buys ( Belgio)                 | Lara Grangeon ( Francia)                |
| Stettino 2011   | Mireia Belmonte ( Spagna)       | Evelyn Verrasztó ( Ungheria)            | Hannah Miley ( Gran Bretagna)           |
| Chartres 2012   | Katinka Hosszú ( Ungheria)      | Hannah Miley ( Gran Bretagna)           | Zsuzsanna Jakabos ( Ungheria)           |
| Herning 2013    | Katinka Hosszú ( Ungheria)      | Siobhan-Marie O'Connor ( Gran Bretagna) | Sophie Allen ( Gran Bretagna)           |
| Netanya 2015    | Katinka Hosszú ( Ungheria)      | Siobhan-Marie O'Connor ( Regno Unito)   | Louise Hansson ( Svezia)                |
| Copenaghen 2017 | Katinka Hosszú ( Ungheria)      | Evelyn Verrasztó ( Ungheria)            | Ilaria Cusinato ( Italia)               |
| Glasgow 2019    | Katinka Hosszú ( Ungheria)      | Maria Ugolkova ( Svizzera)              | Siobhan-Marie O'Connor ( Gran Bretagna) |
| Kazan 2021      | Anastasia Gorbenko ( Israele)   | Maria Ugolkova ( Svizzera)              | Viktoriya Zeynep Güneş ( Turchia)       |

- Atleta più premiata: Katinka Hosszú ( Ungheria)
- Nazione più medagliata:  Ungheria 7  3  2

### 400 metri
| Edizione        | Oro                               | Argento                                         | Bronzo                          |
| --------------- | --------------------------------- | ----------------------------------------------- | ------------------------------- |
| Rostock 1996    | Sabine Herbst ( Germania)         | Beatrice Căslaru ( Romania)                     | Pavla Chrástová ( Rep. Ceca)    |
| Sheffield 1998  | Hana Černá ( Rep. Ceca)           | Nicole Hetzer ( Germania)                       | Lourdes Becerra ( Spagna)       |
| Lisbona 1999    | Yana Klochkova ( Ucraina)         | Nicole Hetzer ( Germania)                       | Hana Černá ( Rep. Ceca)         |
| Valencia 2000   | Yana Klochkova ( Ucraina)         | Annika Mehlhorn ( Germania)                     | Rachael Corner ( Gran Bretagna) |
| Anversa 2001    | Nicole Hetzer ( Germania)         | Yana Klochkova ( Ucraina)                       | Alenka Kejžar ( Slovenia)       |
| Riesa 2002      | Yana Klochkova ( Ucraina)         | Éva Risztov ( Ungheria)                         | Alenka Kejžar ( Slovenia)       |
| Dublino 2003    | Éva Risztov ( Ungheria)           | Yana Tolkatcheva ( Russia)                      | Teresa Rohmann ( Germania)      |
| Vienna 2004     | Éva Risztov ( Ungheria)           | Teresa Rohmann ( Germania)                      | Katinka Hosszú ( Ungheria)      |
| Trieste 2005    | Katarzyna Baranowska ( Polonia)   | Anastasia Ivanenko ( Russia)                    | Zsuzsanna Jakabos ( Ungheria)   |
| Helsinki 2006   | Alessia Filippi ( Italia)         | Katarzyna Baranowska ( Polonia)                 | Anastasia Ivanenko ( Russia)    |
| Debrecen 2007   | Alessia Filippi ( Italia)         | Mireia Belmonte ( Spagna)                       | Camille Muffat ( Francia)       |
| Fiume 2008      | Mireia Belmonte ( Spagna)         | Alessia Filippi ( Italia)                       | Francesca Segat ( Italia)       |
| Istanbul 2009   | Hannah Miley ( Gran Bretagna)     | Mireia Belmonte ( Spagna)                       | Zsuzsanna Jakabos ( Ungheria)   |
| Eindhoven 2010  | Zsuzsanna Jakabos ( Ungheria)     | Anja Klinar ( Slovenia)                         | Lara Grangeon ( Francia)        |
| Stettino 2011   | Mireia Belmonte ( Spagna)         | Hannah Miley ( Gran Bretagna)                   | Zsuzsanna Jakabos ( Ungheria)   |
| Chartres 2012   | Hannah Miley ( Gran Bretagna)     | Katinka Hosszú ( Ungheria)                      | Zsuzsanna Jakabos ( Ungheria)   |
| Herning 2013    | Mireia Belmonte ( Spagna)         | Katinka Hosszú ( Ungheria)                      | Aimee Willmott ( Gran Bretagna) |
| Netanya 2015    | Katinka Hosszú ( Ungheria)        | Hannah Miley ( Gran Bretagna)                   | Lara Grangeon ( Francia)        |
| Copenaghen 2017 | Katinka Hosszú ( Ungheria)        | Lara Grangeon ( Francia)                        | Fantine Lesaffre ( Francia)     |
| Glasgow 2019    | Katinka Hosszú ( Ungheria)        | Zsuzsanna Jakabos ( Ungheria)                   | Ilaria Cusinato ( Italia)       |
| Kazan 2021      | Viktoriya Zeynep Güneş ( Turchia) | Anja Crevar ( Serbia) Sara Franceschi ( Italia) |                                 |

- Atleta più premiata: Katinka Hosszú ( Ungheria)
- Nazione più medagliata:  Ungheria 6  4  5

## Staffette

### 4x50 metri stile libero
| Edizione           | Oro                 | Argento       | Bronzo           |
| ------------------ | ------------------- | ------------- | ---------------- |
| Gelsenkirchen 1991 | Germania            | Italia        | Unione Sovietica |
| Espoo 1992         | Germania            | Svezia        | Russia           |
| Gateshead 1993     | Svezia              | Germania      | Gran Bretagna    |
| Stavanger 1994     | Germania            | Svezia        | Paesi Bassi      |
| Rostock 1996       | Germania            | Svezia        | Svizzera         |
| Sheffield 1998     | Germania            | Paesi Bassi   | Gran Bretagna    |
| Lisbona 1999       | Svezia              | Germania      | Gran Bretagna    |
| Valencia 2000      | Svezia              | Gran Bretagna | Germania         |
| Anversa 2001       | Svezia              | Paesi Bassi   | Germania         |
| Riesa 2002         | Svezia              | Bielorussia   | Germania         |
| Dublino 2003       | Paesi Bassi         | Svezia        | Germania         |
| Vienna 2004        | Paesi Bassi         | Germania      | Svezia           |
| Trieste 2005       | Paesi Bassi         | Svezia        | Germania         |
| Helsinki 2006      | Svezia              | Paesi Bassi   | Germania         |
| Debrecen 2007      | Paesi Bassi         | Germania      | Svezia           |
| Fiume 2008         | Paesi Bassi         | Svezia        | Germania         |
| Istanbul 2009      | Paesi Bassi         | Svezia        | Germania         |
| Eindhoven 2010     | Paesi Bassi         | Germania      | Finlandia        |
| Stettino 2011      | Germania            | Danimarca     | Italia           |
| Chartres 2012      | Danimarca           | Finlandia     | Bielorussia      |
| Herning 2013       | Danimarca           | Svezia        | Russia           |
| Netanya 2015       | Italia              | Paesi Bassi   | Russia           |
| Copenaghen 2017    | Paesi Bassi         | Svezia        | Danimarca        |
| Glasgow 2019       | Francia Paesi Bassi |               | Danimarca        |
| Kazan 2021         | Russia              | Paesi Bassi   | Polonia          |

- Nazione più medagliata:  Paesi Bassi 9  5  1

### 4x50 metri misti
| Edizione           | Oro         | Argento     | Bronzo        |
| ------------------ | ----------- | ----------- | ------------- |
| Gelsenkirchen 1991 | Germania    | Italia      | Gran Bretagna |
| Espoo 1992         | Germania    | Svezia      | Russia        |
| Gateshead 1993     | Germania    | Svezia      | Gran Bretagna |
| Stavanger 1994     | Germania    | Russia      | Svezia        |
| Rostock 1996       | Germania    | Paesi Bassi | Svezia        |
| Sheffield 1998     | Germania    | Svezia      | Paesi Bassi   |
| Lisbona 1999       | Svezia      | Germania    | Gran Bretagna |
| Valencia 2000      | Svezia      | Germania    | Gran Bretagna |
| Anversa 2001       | Svezia      | Germania    | Paesi Bassi   |
| Riesa 2002         | Svezia      | Germania    | Paesi Bassi   |
| Dublino 2003       | Svezia      | Germania    | Paesi Bassi   |
| Vienna 2004        | Paesi Bassi | Germania    | Svezia        |
| Trieste 2005       | Paesi Bassi | Germania    | Svezia        |
| Helsinki 2006      | Germania    | Svezia      | Gran Bretagna |
| Debrecen 2007      | Germania    | Svezia      | Francia       |
| Fiume 2008         | Paesi Bassi | Germania    | Italia        |
| Istanbul 2009      | Paesi Bassi | Svezia      | Germania      |
| Eindhoven 2010     | Paesi Bassi | Germania    | Italia        |
| Stettino 2011      | Danimarca   | Russia      | Polonia       |
| Chartres 2012      | Danimarca   | Rep. Ceca   | Francia       |
| Herning 2013       | Russia      | Danimarca   | Svezia        |
| Netanya 2015       | Paesi Bassi | Svezia      | Italia        |
| Copenaghen 2017    | Svezia      | Danimarca   | Francia       |
| Glasgow 2019       | Polonia     | Italia      | Russia        |
| Kazan 2021         | Russia      | Svezia      | Italia        |

- Nazione più medagliata:  Germania 8  9  1